# 36 Aurigae
36 Aurigae, som är stjärnans Flamsteed-beteckning, är en ensam stjärna i den mellersta delen av stjärnbilden Kusken, som också har variabelbeteckningen V444 Aurigae. Den har en genomsnittlig skenbar magnitud på ca 5,71 och är svagt synlig för blotta ögat där ljusföroreningar ej förekommer. Baserat på parallaxmätning inom Hipparcosuppdraget på ca 3,6 mas, beräknas den befinna sig på ett avstånd på ca 910 ljusår (ca 279 parsek) från solen. Den rör sig bort från solen med en heliocentrisk radialhastighet på ca 16 km/s.

## Egenskaper
36 Aurigae är en blå till vit stjärna i huvudserien av spektralklass A1 Vp Si och B9.5p Si,Fe, vilket  anger att den är en kemiskt speciell stjärna av sen B- eller tidig A-typ som visar särdrag av kisel och järn i spektret. Den har en massa som är ca 4,4 solmassor, en radie som är ca 7,5 solradier och utsänder ca 724gånger mera energi än solen från dess fotosfär vid en effektiv temperatur på ca 10 000 K.
36 Aurigae, eller V444 Aurigae, är en roterande variabel av Alfa2 Canum Venaticorum-typ (ACV), som varierar mellan visuell magnitud +5,70 och 5,73 med perioden 14,368 dygn.